# 老河口市
老河口市（ろうかこう-し）は中華人民共和国湖北省襄陽市に位置する県級市。

## 地理
小麦などの穀物生産が盛ん。漢水の東岸に位置する。この辺りが小汽船が航行する上限となる。交通の要所であり商業も発達している。約100キロ北東に河南省の南陽、60キロ南東に同省の襄陽、320キロ南東に武漢が位置している。

## 歴史
春秋時代、呉に仕えた武将・伍子胥の出身地である。漢代には蕭何がこの地に封じられた。宋代には、一時欧陽脩がこの地の県令を務めている。日中戦争に際しては、老舎などの文化人がこの地で活動を行っていたが、1945年（昭和20年）3月に行われた老河口作戦によって日本軍に占領された。

## 行政区画
- 街道:光化街道、酇陽街道
- 鎮:孟楼鎮、竹林橋鎮、薛集鎮、張集鎮、仙人渡鎮、洪山嘴鎮、李楼鎮
- 郷:袁沖郷